# جيم هاميلتون (لاعب هوكي جليد)
جيم هاميلتون هو لاعب هوكي جليد كندي، ولد في 18 يناير 1957 في باري في كندا.

## وصلات خارجية
- جيم هاميلتون على موقع دوري الهوكي الوطني (الإنجليزية)
- جيم هاميلتون على موقع قاعة مشاهير الهوكي (لاعب أن.إتش.أل) (الإنجليزية)
- جيم هاميلتون على موقع EliteProspects.com (الإنجليزية)
- جيم هاميلتون على موقع HockeyDB.com (الإنجليزية)
- جيم هاميلتون على موقع Hockey-Reference.com (الإنجليزية)